# Irak
Republica Irak (în arabă: العراق; kurdă: عێراق) este un stat din Orientul Mijlociu în Asia de Sud-Vest la confluența dintre râurile Tigru și Eufrat, care include, de asemenea, sudul Kurdistanului. Are frontiere cu Kuweitul și Arabia Saudită la sud, Iordania la vest, Siria la nord-vest, Turcia la nord și Iran (Provincia Kurdistan) la est. Irakul are o zonă îngustă de coastă la Umm Qasr în Golful Persic.
A doua țară de pe Pământ ca rezerve de petrol (după Arabia Saudită) a fost invadată în anul 2003 de către trupele a peste 50 de state coalizate, sub conducerea Statelor Unite și a Regatului Unit.
La 19 august 2010, după circa 7 ani și jumătate de ocupație, ultima unitate combatantă a forțelor militare ale SUA a fost retrasă complet. Totuși în țară vor rămâne prezenți până la 50.000 militari americani pentru misiuni speciale, necombatante, așa cum ar fi antrenarea forțelor de securitate și antiteroriste irakiene.

## Istorie
Irakul se află pe teritoriul vechii Mesopotamii, locul de naștere a unor culturi timpurii, precum cele ale sumerienilor, asirienilor și babilonienilor.
În 331 î.Hr, Alexandru cel Mare a cucerit acest teritoriu. În secolul al II-lea î.Hr., ținutul a făcut parte din Imperiul Persan, până la venirea arabilor musulmani (secolul al VII-lea), care, după moartea profetului Muhammad (632), au cucerit Irakul (656). Bagdadul a devenit capitală a Califatului abbasid în 762 și până în 1258, după care a fost cucerit de Imperiul Mongol. Orașul a rămas un centru al lumii arabe până în 1535 când a fost incorporat de către Imperiul Otoman.
În 1915, trupele britanice au cucerit ce avea să devină Irakul modern și au stabilit aici mandatul Ligii Națiunilor. Irakul devine independent în 1932. Partidul Ba'ath (care îmbină ideologia socialismului arab cu naționalismul și pan-arabismul) a preluat controlul țării în 1968, și a impus o stăpânire strictă, mai ales după ascensiunea la putere a lui Saddam Hussein (1979). În anii '80 (1980-1988), Irakul a fost implicat într-un război lung cu vecinul Iran, care a lăsat peste 1.000.000 de victime, militari și civili, de ambele părți.
Ocuparea Kuweitului de către Irak în 1990, și atacurile repetate ale trupelor internaționale, au izolat Irakul la nivel mondial până în primăvara lui 2003, când S.U.A și Regatul Unit, împreună cu peste 50 alte state, au invadat Irakul și au îndepărtat Partidul Ba'ath de la putere, continuând să dețină și acum controlul asupra țării.

## Politică
Din 2003, Irakul se află într-un proces de tranziție: După cel de-al III-lea război din Golf, structurile puterii au dispărut, în special Comandamentul Revoluționar. Noile structuri organizate de S.U.A și Marea Britanie nu sunt definitivate. După primele planuri, fostul general al S.U.A, Jay Garner, trebuia să devină președintele unei guvern provizoriu. La câteva săptămâni după stabilirea în funcție a lui Garner acesta a fost înlocuit: Președintele SUA, George W. Bush, l-a numit la 6 mai 2003 pe L. Paul Bremer III în funcția de guvernator al Irakului. Garner a fost subordonat acestuia.
Fostul președinte, Saddam Hussein, a fost prins pe 13 decembrie 2003 în ascunzătoarea sa din Tikrit. În 2007 Irakul se afla într-un război continuu împotriva terorismului, cu organizația Al-Qaeda în fruntea căreia se afla Osama bin Laden, cea mai periculoasă grupare teroristă, precum și cu altele precum Ansar al-Sunna. Î Irak au loc zilnic atentate si răpiri, sunt confruntări între sunniți si șiiți, nu se poate pune capăt atacurilor.

## Provincii
Irakul este format din 18 provincii ("muhafazat", singular - "muhafazah"):
- Al-Anbar
- Al-Basra
- Al-Muthanna
- Al-Qadisiyya
- Al-Najaf
- Arbil
- Sulaymaniyya
- Babil
- Bagdad
- Dahuk
- Dhi Qar
- Diyala
- Karbala
- Maysan
- Ninawa
- Salah ad Din
- Wasit

## Economie
Irakul este pe locul trei în lume ca rezerve de petrol și pe locul zece ca rezerve de gaz, dar are nevoie de investiții de miliarde de dolari pentru a recupera handicapul provocat de anii de sancțiuni și război.
În anul 2010, economia Irakului a avut o creștere de 7,9%.

## Patrimoniu mondial UNESCO
Până în 2011 pe lista patrimoniului mondial UNESCO au fost incluse 3 obiective din această țară:
- Ruinele orașului antic Hatra[7]
- Assur[8]
- Situl arheologic Samarra[9]